# Xiphinema elongatum
Xiphinema elongatum is een rondwormensoort. De wetenschappelijke naam van de soort is voor het eerst geldig gepubliceerd door Schuurmans Stekhoven & Teunissen.